# ثلاثة أيام من دي بان 2025
ثلاثة أيام من دي بان 2025 (بالفرنسية: Classic Bruges-La Panne 2025) هو سباق دراجات هوائية، وهو الموسم التاسع والأربعين من ثلاثة أيام من دي بان، وأقيم في 26 مارس 2025 ضمن سباقات طواف العالم للدراجات 2025.
فاز بالمركز الأول خوان سباستيان مولانو، وحلَّ في المركز الثاني جوناثان ميلان، بينما جاء ماديس ميكلس في المركز الثالث.

## الفرق
| فرق عالمية (16)- Team Picnic-PostNL - XDS Astana Team - Lidl-Trek - Soudal Quick-Step - Arkéa-B&B Hotels - Team Visma \| Lease a Bike - Movistar Team - EF Education-EasyPost - Cofidis - UAE Team Emirates XRG - Intermarché-Wanty - Red Bull-BORA-hansgrohe - Team Jayco AlUla - Alpecin-Deceuninck - Groupama-FDJ - Bahrain-Victorious فرق برو (8)- بنجوال باوليز ساوكس دبليو بي ‏ - Unibet Tietema Rockets ‏ - Israel-Premier Tech - Lotto - أونو-إكس موبيليتي ‏ - سبورت فلاندرين بالويس ‏ - Team TotalEnergies - سويس ريسينغ أكادمي ‏ |  |
| |  |

## المشاركون
| Alpecin-Deceuninck ADC | Alpecin-Deceuninck ADC | Alpecin-Deceuninck ADC |
| ---------------------- | ---------------------- | ---------------------- |
| م                      | عداء                   | مرتبة                  |
| 1                      | جاسبر فيليبسين         | 47                     |
| 2                      | صموئيل غيز ‏            | 107                    |
| 3                      | Robbe Ghys ‏            | 132                    |
| 4                      | Juri Hollmann ‏         | 153                    |
| 5                      | Timo Kielich ‏          | 128                    |
| 6                      | Jonas Rickaert ‏        | 20                     |
| 7                      | Fabio Van den Bossche ‏ | 14                     |

| Team Visma \| Lease a Bike TVL | Team Visma \| Lease a Bike TVL | Team Visma \| Lease a Bike TVL |
| ------------------------------ | ------------------------------ | ------------------------------ |
| م                              | عداء                           | مرتبة                          |
| 11                             | Olav Kooij ‏                    | 140                            |
| 12                             | Niklas Behrens ‏                | لم يكمل السباق                 |
| 13                             | فكتور كامبنارتس                | لم يكمل السباق                 |
| 14                             | دانيال مكلاي                   | 123                            |
| 15                             | Loe van Belle ‏                 | 33                             |
| 16                             | توش فان دير ساندي              | 118                            |
| 17                             | جوليان فيرموت                  | 101                            |

| Soudal Quick-Step SOQ | Soudal Quick-Step SOQ | Soudal Quick-Step SOQ |
| --------------------- | --------------------- | --------------------- |
| م                     | عداء                  | مرتبة                 |
| 21                    | تيم ميرلير (طريق)     | لم يكمل السباق        |
| 22                    | Ayco Bastiaens ‏       | 122                   |
| 23                    | يفيس لامارت           | 119                   |
| 24                    | Luke Lamperti ‏        | 15                    |
| 25                    | Bert Van Lerberghe ‏   | 74                    |
| 26                    | Warre Vangheluwe ‏     | 117                   |
| 27                    | جوزيف سيرني           | 110                   |

| Lidl-Trek LTK | Lidl-Trek LTK        | Lidl-Trek LTK  |
| ------------- | -------------------- | -------------- |
| م             | عداء                 | مرتبة          |
| 31            | جوناثان ميلان        | 2              |
| 32            | سيموني كونسوني       | 18             |
| 33            | Tim Declercq ‏        | 94             |
| 34            | اليكس كيرش           | لم يكمل السباق |
| 35            | Jacopo Mosca ‏        | 120            |
| 36            | Tim Torn Teutenberg ‏ | 121            |
| 37            | إدوارد ثيونس         | 125            |

| Intermarché-Wanty IWA | Intermarché-Wanty IWA      | Intermarché-Wanty IWA |
| --------------------- | -------------------------- | --------------------- |
| م                     | عداء                       | مرتبة                 |
| 41                    | أدريان بيتي                | 147                   |
| 42                    | Huub Artz ‏                 | لم يكمل السباق        |
| 43                    | Laurenz Rex ‏               | 8                     |
| 44                    | جيربن تايسن ‏               | 145                   |
| 45                    | Taco van der Hoorn ‏        | لم يبدأ               |
| 46                    | Gijs Van Hoecke ‏           | 34                    |
| 47                    | Roel van Sintmaartensdijk ‏ | 36                    |

| Red Bull-Bora-Hansgrohe RBH | Red Bull-Bora-Hansgrohe RBH | Red Bull-Bora-Hansgrohe RBH |
| --------------------------- | --------------------------- | --------------------------- |
| م                           | عداء                        | مرتبة                       |
| 51                          | سام ويلسفورد                | 10                          |
| 52                          | Filip Maciejuk ‏             | 89                          |
| 53                          | جياني موسكون                | 111                         |
| 54                          | ريان مولين                  | 77                          |
| 55                          | Mick van Dijke ‏             | لم يكمل السباق              |
| 56                          | Oier Lazkano ‏               | 112                         |
| 57                          | داني فان بوبيل              | 17                          |

| UAE Team Emirates XRG UAD | UAE Team Emirates XRG UAD | UAE Team Emirates XRG UAD |
| ------------------------- | ------------------------- | ------------------------- |
| م                         | عداء                      | مرتبة                     |
| 61                        | Florian Vermeersch ‏       | 45                        |
| 62                        | فيجارد ستيك لاينجن        | 79                        |
| 63                        | ميكيل بيرج                | 46                        |
| 64                        | فيليبو بارونسيني          | 32                        |
| 65                        | Rune Herregodts ‏          | لم يكمل السباق            |
| 66                        | خوان سباستيان مولانو      | 1                         |
| 67                        | António Morgado ‏          | 84                        |

| Movistar Team MOV | Movistar Team MOV  | Movistar Team MOV |
| ----------------- | ------------------ | ----------------- |
| م                 | عداء               | مرتبة             |
| 71                | Mathias Norsgaard ‏ | 61                |
| 72                | Orluis Aular ‏      | 23                |
| 73                | Manlio Moro ‏       | 62                |
| 74                | غونزالو سيرانو     | 83                |
| 75                | دافيد سيمولاي      | 97                |
| 76                | إيفان غارسيا       | 82                |
| 77                | Lorenzo Milesi ‏    | 53                |

| EF Education-EasyPost EFE | EF Education-EasyPost EFE | EF Education-EasyPost EFE |
| ------------------------- | ------------------------- | ------------------------- |
| م                         | عداء                      | مرتبة                     |
| 81                        | فينتشنزو ألبانيز          | 105                       |
| 82                        | أوين دول                  | 31                        |
| 83                        | Madis Mihkels             | 3                         |
| 84                        | Jack Rootkin-Gray ‏        | 106                       |
| 85                        | Harry Sweeny ‏             | 75                        |
| 86                        | Yuhi Todome ‏              | لم يكمل السباق            |
| 87                        | Max Walker (cyclist) ‏     | 108                       |

| Groupama-FDJ GFC | Groupama-FDJ GFC  | Groupama-FDJ GFC |
| ---------------- | ----------------- | ---------------- |
| م                | عداء              | مرتبة            |
| 91               | Cyril Barthe ‏     | 65               |
| 92               | Clément Davy ‏     | 142              |
| 93               | جون جاكوبس        | 26               |
| 94               | كليمنت روسو       | 19               |
| 95               | Eddy Le Huitouze ‏ | 130              |
| 96               | Paul Penhoët ‏     | 141              |
| 97               | Matt Walls ‏       | 41               |

| Bahrain Victorious TBV | Bahrain Victorious TBV | Bahrain Victorious TBV |
| ---------------------- | ---------------------- | ---------------------- |
| م                      | عداء                   | مرتبة                  |
| 101                    | فل بوهوس               | 4                      |
| 102                    | Alberto Bruttomesso ‏   | 39                     |
| 103                    | Žak Eržen ‏             | 50                     |
| 104                    | Vlad Van Mechelen ‏     | 135                    |
| 105                    | Daniel Skerl ‏          | 90                     |
| 106                    | Roman Ermakov ‏         | 54                     |
| 107                    | نيكياس أرندت           | لم يكمل السباق         |

| Team Jayco AlUla JAY | Team Jayco AlUla JAY     | Team Jayco AlUla JAY |
| -------------------- | ------------------------ | -------------------- |
| م                    | عداء                     | مرتبة                |
| 111                  | ديلان جروينويغن (طريق)   | 9                    |
| 112                  | Bob Donaldson (cyclist) ‏ | 71                   |
| 113                  | Kelland O'Brien ‏         | لم يكمل السباق       |
| 114                  | Elmar Reinders ‏          | 72                   |
| 115                  | ماكس والشيد              | 78                   |
| 116                  | باتريك غامبر             | 85                   |
| 117                  | Jelte Krijnsen ‏          | 99                   |

| Team Picnic-PostNL TPP | Team Picnic-PostNL TPP | Team Picnic-PostNL TPP |
| ---------------------- | ---------------------- | ---------------------- |
| م                      | عداء                   | مرتبة                  |
| 121                    | فابيو جاكوبسن          | لم يكمل السباق         |
| 122                    | توبياس لوند أندرسن ‏    | 21                     |
| 123                    | Enzo Leijnse ‏          | 113                    |
| 124                    | Niklas Märkl ‏          | 38                     |
| 125                    | Julius van den Berg ‏   | 92                     |
| 126                    | Casper van Uden ‏       | 37                     |
| 127                    | Bram Welten ‏           | 114                    |

| Arkéa-B&B Hotels ARK | Arkéa-B&B Hotels ARK      | Arkéa-B&B Hotels ARK |
| -------------------- | ------------------------- | -------------------- |
| م                    | عداء                      | مرتبة                |
| 131                  | ارنو ديمار                | 146                  |
| 132                  | Donavan Grondin ‏          | لم يكمل السباق       |
| 133                  | Léandre Lozouet ‏          | 68                   |
| 134                  | Luca Mozzato ‏             | 11                   |
| 135                  | مايلز سكوتسون             | 91                   |
| 136                  | Giosuè Epis ‏              | 30                   |
| 137                  | Pierre Thierry (cyclist) ‏ | 48                   |

| Cofidis COF | Cofidis COF              | Cofidis COF |
| ----------- | ------------------------ | ----------- |
| م           | عداء                     | مرتبة       |
| 141         | Milan Fretin ‏            | 150         |
| 142         | بيت اليجارت              | 151         |
| 143         | Clément Izquierdo ‏       | 96          |
| 144         | Oliver Knight (cyclist) ‏ | 137         |
| 145         | Alexis Renard ‏           | 7           |
| 146         | Ludovic Robeet ‏          | 80          |
| 147         | دامين توزي               | 149         |

| XDS Astana Team XAT | XDS Astana Team XAT | XDS Astana Team XAT |
| ------------------- | ------------------- | ------------------- |
| م                   | عداء                | مرتبة               |
| 151                 | دافيد باليريني      | 25                  |
| 152                 | Michele Gazzoli ‏    | 67                  |
| 153                 | Yevgeniy Fedorov ‏   | 16                  |
| 154                 | Davide Toneatti ‏    | 57                  |
| 155                 | ماكس كانتر          | 6                   |
| 156                 | ماتيو مالوسيلي      | 133                 |
| 157                 | Alessandro Romele ‏  | 66                  |

| Israel-Premier Tech IPT | Israel-Premier Tech IPT | Israel-Premier Tech IPT |
| ----------------------- | ----------------------- | ----------------------- |
| م                       | عداء                    | مرتبة                   |
| 161                     | Riley Pickrell ‏         | 12                      |
| 162                     | ويليام بويفن            | 73                      |
| 163                     | Pier-André Côté ‏        | 52                      |
| 164                     | هوغو هوفستيتر           | 64                      |
| 165                     | Nadav Raisberg ‏         | 51                      |
| 166                     | ميكل شوارزمان           | 63                      |
| 167                     | توم فان أسبروك          | 29                      |

| Lotto LOT | Lotto LOT                  | Lotto LOT |
| --------- | -------------------------- | --------- |
| م         | عداء                       | مرتبة     |
| 171       | ارنو دي لاي (طريق)         | 126       |
| 172       | جاسبر دي بويست             | 143       |
| 173       | Joshua Giddings (cyclist) ‏ | 102       |
| 174       | Lionel Taminiaux ‏          | 127       |
| 175       | Steffen De Schuyteneer ‏    | 28        |
| 176       | Baptiste Veistroffer ‏      | 59        |
| 177       | إيليا فيفياني              | 42        |

| أونو-إكس موبيليتي ‏ UXM | أونو-إكس موبيليتي ‏ UXM   | أونو-إكس موبيليتي ‏ UXM |
| ---------------------- | ------------------------ | ---------------------- |
| م                      | عداء                     | مرتبة                  |
| 181                    | ألكسندر كريستوف          | 131                    |
| 182                    | Erlend Blikra ‏           | 5                      |
| 183                    | Stian Fredheim ‏          | 116                    |
| 184                    | Jonas Iversby Hvideberg ‏ | 81                     |
| 185                    | Erik Resell ‏             | 27                     |
| 186                    | Søren Wærenskjold ‏       | 58                     |
| 187                    | Rasmus Bøgh Wallin ‏      | 40                     |

| سبورت فلاندرين بالويس ‏ TFB | سبورت فلاندرين بالويس ‏ TFB | سبورت فلاندرين بالويس ‏ TFB |
| -------------------------- | -------------------------- | -------------------------- |
| م                          | عداء                       | مرتبة                      |
| 191                        | Tom Crabbe ‏                | 56                         |
| 192                        | Lindsay De Vylder ‏         | لم يكمل السباق             |
| 193                        | Victor Vercouillie ‏        | 100                        |
| 194                        | Tuur Dens ‏                 | 124                        |
| 195                        | Vince Gerits ‏              | 55                         |
| 196                        | Jules Hesters ‏             | 129                        |
| 197                        | Noah Vandenbranden ‏        | لم يكمل السباق             |

| Team TotalEnergies TEN | Team TotalEnergies TEN | Team TotalEnergies TEN |
| ---------------------- | ---------------------- | ---------------------- |
| م                      | عداء                   | مرتبة                  |
| 201                    | Lucas Boniface ‏        | 87                     |
| 202                    | Rayan Boulahoite ‏      | 88                     |
| 203                    | Florian Dauphin ‏       | 35                     |
| 204                    | Emilien Jeannière ‏     | 22                     |
| 205                    | لورينزو مانزين         | 24                     |
| 206                    | Nicola Marcerou ‏       | 86                     |
| 207                    | Geoffrey Soupe ‏        | 76                     |

| بنجوال باوليز ساوكس دبليو بي ‏ WB2 | بنجوال باوليز ساوكس دبليو بي ‏ WB2 | بنجوال باوليز ساوكس دبليو بي ‏ WB2 |
| --------------------------------- | --------------------------------- | --------------------------------- |
| م                                 | عداء                              | مرتبة                             |
| 211                               | بيير باربييه                      | 136                               |
| 212                               | Cériel Desal ‏                     | 49                                |
| 213                               | BEL                               | 60                                |
| 214                               | Henri-François Haquin ‏            | 43                                |
| 215                               | Jens Reynders ‏                    | 44                                |
| 216                               | Kenneth Van Rooy ‏                 | 148                               |
| 217                               | ساشا ويميس                        | 144                               |

| سويس ريسينغ أكادمي ‏ TUD | سويس ريسينغ أكادمي ‏ TUD   | سويس ريسينغ أكادمي ‏ TUD |
| ----------------------- | ------------------------- | ----------------------- |
| م                       | عداء                      | مرتبة                   |
| 221                     | Alberto Dainese ‏          | 134                     |
| 222                     | Robin Froidevaux ‏         | 139                     |
| 223                     | Miká Heming ‏              | 95                      |
| 224                     | Arthur Kluckers ‏          | 98                      |
| 225                     | Sebastian Kolze Changizi ‏ | 138                     |
| 226                     | Aivaras Mikutis ‏          | 93                      |
| 227                     | Maikel Zijlaard ‏          | 152                     |

| Unibet Tietema Rockets ‏ RKT | Unibet Tietema Rockets ‏ RKT | Unibet Tietema Rockets ‏ RKT |
| --------------------------- | --------------------------- | --------------------------- |
| م                           | عداء                        | مرتبة                       |
| 231                         | Joren Bloem ‏                | 103                         |
| 232                         | Davide Bomboi ‏              | 13                          |
| 233                         | Jelle Johannink ‏            | 69                          |
| 234                         | Hartthijs de Vries ‏         | 70                          |
| 235                         | Tomáš Kopecký (cyclist) ‏    | 115                         |
| 236                         | Lukáš Kubiš ‏ (طريق)         | 109                         |
| 237                         | Abram Stockman ‏             | 104                         |

| Alpecin-Deceuninck ADC | Alpecin-Deceuninck ADC | Alpecin-Deceuninck ADC |
| ---------------------- | ---------------------- | ---------------------- |
| م                      | عداء                   | مرتبة                  |
| 1                      | جاسبر فيليبسين         | 47                     |
| 2                      | صموئيل غيز ‏            | 107                    |
| 3                      | Robbe Ghys ‏            | 132                    |
| 4                      | Juri Hollmann ‏         | 153                    |
| 5                      | Timo Kielich ‏          | 128                    |
| 6                      | Jonas Rickaert ‏        | 20                     |
| 7                      | Fabio Van den Bossche ‏ | 14                     |

| Team Visma \| Lease a Bike TVL | Team Visma \| Lease a Bike TVL | Team Visma \| Lease a Bike TVL |
| ------------------------------ | ------------------------------ | ------------------------------ |
| م                              | عداء                           | مرتبة                          |
| 11                             | Olav Kooij ‏                    | 140                            |
| 12                             | Niklas Behrens ‏                | لم يكمل السباق                 |
| 13                             | فكتور كامبنارتس                | لم يكمل السباق                 |
| 14                             | دانيال مكلاي                   | 123                            |
| 15                             | Loe van Belle ‏                 | 33                             |
| 16                             | توش فان دير ساندي              | 118                            |
| 17                             | جوليان فيرموت                  | 101                            |

| Soudal Quick-Step SOQ | Soudal Quick-Step SOQ | Soudal Quick-Step SOQ |
| --------------------- | --------------------- | --------------------- |
| م                     | عداء                  | مرتبة                 |
| 21                    | تيم ميرلير (طريق)     | لم يكمل السباق        |
| 22                    | Ayco Bastiaens ‏       | 122                   |
| 23                    | يفيس لامارت           | 119                   |
| 24                    | Luke Lamperti ‏        | 15                    |
| 25                    | Bert Van Lerberghe ‏   | 74                    |
| 26                    | Warre Vangheluwe ‏     | 117                   |
| 27                    | جوزيف سيرني           | 110                   |

| Lidl-Trek LTK | Lidl-Trek LTK        | Lidl-Trek LTK  |
| ------------- | -------------------- | -------------- |
| م             | عداء                 | مرتبة          |
| 31            | جوناثان ميلان        | 2              |
| 32            | سيموني كونسوني       | 18             |
| 33            | Tim Declercq ‏        | 94             |
| 34            | اليكس كيرش           | لم يكمل السباق |
| 35            | Jacopo Mosca ‏        | 120            |
| 36            | Tim Torn Teutenberg ‏ | 121            |
| 37            | إدوارد ثيونس         | 125            |

| Intermarché-Wanty IWA | Intermarché-Wanty IWA      | Intermarché-Wanty IWA |
| --------------------- | -------------------------- | --------------------- |
| م                     | عداء                       | مرتبة                 |
| 41                    | أدريان بيتي                | 147                   |
| 42                    | Huub Artz ‏                 | لم يكمل السباق        |
| 43                    | Laurenz Rex ‏               | 8                     |
| 44                    | جيربن تايسن ‏               | 145                   |
| 45                    | Taco van der Hoorn ‏        | لم يبدأ               |
| 46                    | Gijs Van Hoecke ‏           | 34                    |
| 47                    | Roel van Sintmaartensdijk ‏ | 36                    |

| Red Bull-Bora-Hansgrohe RBH | Red Bull-Bora-Hansgrohe RBH | Red Bull-Bora-Hansgrohe RBH |
| --------------------------- | --------------------------- | --------------------------- |
| م                           | عداء                        | مرتبة                       |
| 51                          | سام ويلسفورد                | 10                          |
| 52                          | Filip Maciejuk ‏             | 89                          |
| 53                          | جياني موسكون                | 111                         |
| 54                          | ريان مولين                  | 77                          |
| 55                          | Mick van Dijke ‏             | لم يكمل السباق              |
| 56                          | Oier Lazkano ‏               | 112                         |
| 57                          | داني فان بوبيل              | 17                          |

| UAE Team Emirates XRG UAD | UAE Team Emirates XRG UAD | UAE Team Emirates XRG UAD |
| ------------------------- | ------------------------- | ------------------------- |
| م                         | عداء                      | مرتبة                     |
| 61                        | Florian Vermeersch ‏       | 45                        |
| 62                        | فيجارد ستيك لاينجن        | 79                        |
| 63                        | ميكيل بيرج                | 46                        |
| 64                        | فيليبو بارونسيني          | 32                        |
| 65                        | Rune Herregodts ‏          | لم يكمل السباق            |
| 66                        | خوان سباستيان مولانو      | 1                         |
| 67                        | António Morgado ‏          | 84                        |

| Movistar Team MOV | Movistar Team MOV  | Movistar Team MOV |
| ----------------- | ------------------ | ----------------- |
| م                 | عداء               | مرتبة             |
| 71                | Mathias Norsgaard ‏ | 61                |
| 72                | Orluis Aular ‏      | 23                |
| 73                | Manlio Moro ‏       | 62                |
| 74                | غونزالو سيرانو     | 83                |
| 75                | دافيد سيمولاي      | 97                |
| 76                | إيفان غارسيا       | 82                |
| 77                | Lorenzo Milesi ‏    | 53                |

| EF Education-EasyPost EFE | EF Education-EasyPost EFE | EF Education-EasyPost EFE |
| ------------------------- | ------------------------- | ------------------------- |
| م                         | عداء                      | مرتبة                     |
| 81                        | فينتشنزو ألبانيز          | 105                       |
| 82                        | أوين دول                  | 31                        |
| 83                        | Madis Mihkels             | 3                         |
| 84                        | Jack Rootkin-Gray ‏        | 106                       |
| 85                        | Harry Sweeny ‏             | 75                        |
| 86                        | Yuhi Todome ‏              | لم يكمل السباق            |
| 87                        | Max Walker (cyclist) ‏     | 108                       |

| Groupama-FDJ GFC | Groupama-FDJ GFC  | Groupama-FDJ GFC |
| ---------------- | ----------------- | ---------------- |
| م                | عداء              | مرتبة            |
| 91               | Cyril Barthe ‏     | 65               |
| 92               | Clément Davy ‏     | 142              |
| 93               | جون جاكوبس        | 26               |
| 94               | كليمنت روسو       | 19               |
| 95               | Eddy Le Huitouze ‏ | 130              |
| 96               | Paul Penhoët ‏     | 141              |
| 97               | Matt Walls ‏       | 41               |

| Bahrain Victorious TBV | Bahrain Victorious TBV | Bahrain Victorious TBV |
| ---------------------- | ---------------------- | ---------------------- |
| م                      | عداء                   | مرتبة                  |
| 101                    | فل بوهوس               | 4                      |
| 102                    | Alberto Bruttomesso ‏   | 39                     |
| 103                    | Žak Eržen ‏             | 50                     |
| 104                    | Vlad Van Mechelen ‏     | 135                    |
| 105                    | Daniel Skerl ‏          | 90                     |
| 106                    | Roman Ermakov ‏         | 54                     |
| 107                    | نيكياس أرندت           | لم يكمل السباق         |

| Team Jayco AlUla JAY | Team Jayco AlUla JAY     | Team Jayco AlUla JAY |
| -------------------- | ------------------------ | -------------------- |
| م                    | عداء                     | مرتبة                |
| 111                  | ديلان جروينويغن (طريق)   | 9                    |
| 112                  | Bob Donaldson (cyclist) ‏ | 71                   |
| 113                  | Kelland O'Brien ‏         | لم يكمل السباق       |
| 114                  | Elmar Reinders ‏          | 72                   |
| 115                  | ماكس والشيد              | 78                   |
| 116                  | باتريك غامبر             | 85                   |
| 117                  | Jelte Krijnsen ‏          | 99                   |

| Team Picnic-PostNL TPP | Team Picnic-PostNL TPP | Team Picnic-PostNL TPP |
| ---------------------- | ---------------------- | ---------------------- |
| م                      | عداء                   | مرتبة                  |
| 121                    | فابيو جاكوبسن          | لم يكمل السباق         |
| 122                    | توبياس لوند أندرسن ‏    | 21                     |
| 123                    | Enzo Leijnse ‏          | 113                    |
| 124                    | Niklas Märkl ‏          | 38                     |
| 125                    | Julius van den Berg ‏   | 92                     |
| 126                    | Casper van Uden ‏       | 37                     |
| 127                    | Bram Welten ‏           | 114                    |

| Arkéa-B&B Hotels ARK | Arkéa-B&B Hotels ARK      | Arkéa-B&B Hotels ARK |
| -------------------- | ------------------------- | -------------------- |
| م                    | عداء                      | مرتبة                |
| 131                  | ارنو ديمار                | 146                  |
| 132                  | Donavan Grondin ‏          | لم يكمل السباق       |
| 133                  | Léandre Lozouet ‏          | 68                   |
| 134                  | Luca Mozzato ‏             | 11                   |
| 135                  | مايلز سكوتسون             | 91                   |
| 136                  | Giosuè Epis ‏              | 30                   |
| 137                  | Pierre Thierry (cyclist) ‏ | 48                   |

| Cofidis COF | Cofidis COF              | Cofidis COF |
| ----------- | ------------------------ | ----------- |
| م           | عداء                     | مرتبة       |
| 141         | Milan Fretin ‏            | 150         |
| 142         | بيت اليجارت              | 151         |
| 143         | Clément Izquierdo ‏       | 96          |
| 144         | Oliver Knight (cyclist) ‏ | 137         |
| 145         | Alexis Renard ‏           | 7           |
| 146         | Ludovic Robeet ‏          | 80          |
| 147         | دامين توزي               | 149         |

| XDS Astana Team XAT | XDS Astana Team XAT | XDS Astana Team XAT |
| ------------------- | ------------------- | ------------------- |
| م                   | عداء                | مرتبة               |
| 151                 | دافيد باليريني      | 25                  |
| 152                 | Michele Gazzoli ‏    | 67                  |
| 153                 | Yevgeniy Fedorov ‏   | 16                  |
| 154                 | Davide Toneatti ‏    | 57                  |
| 155                 | ماكس كانتر          | 6                   |
| 156                 | ماتيو مالوسيلي      | 133                 |
| 157                 | Alessandro Romele ‏  | 66                  |

| Israel-Premier Tech IPT | Israel-Premier Tech IPT | Israel-Premier Tech IPT |
| ----------------------- | ----------------------- | ----------------------- |
| م                       | عداء                    | مرتبة                   |
| 161                     | Riley Pickrell ‏         | 12                      |
| 162                     | ويليام بويفن            | 73                      |
| 163                     | Pier-André Côté ‏        | 52                      |
| 164                     | هوغو هوفستيتر           | 64                      |
| 165                     | Nadav Raisberg ‏         | 51                      |
| 166                     | ميكل شوارزمان           | 63                      |
| 167                     | توم فان أسبروك          | 29                      |

| Lotto LOT | Lotto LOT                  | Lotto LOT |
| --------- | -------------------------- | --------- |
| م         | عداء                       | مرتبة     |
| 171       | ارنو دي لاي (طريق)         | 126       |
| 172       | جاسبر دي بويست             | 143       |
| 173       | Joshua Giddings (cyclist) ‏ | 102       |
| 174       | Lionel Taminiaux ‏          | 127       |
| 175       | Steffen De Schuyteneer ‏    | 28        |
| 176       | Baptiste Veistroffer ‏      | 59        |
| 177       | إيليا فيفياني              | 42        |

| أونو-إكس موبيليتي ‏ UXM | أونو-إكس موبيليتي ‏ UXM   | أونو-إكس موبيليتي ‏ UXM |
| ---------------------- | ------------------------ | ---------------------- |
| م                      | عداء                     | مرتبة                  |
| 181                    | ألكسندر كريستوف          | 131                    |
| 182                    | Erlend Blikra ‏           | 5                      |
| 183                    | Stian Fredheim ‏          | 116                    |
| 184                    | Jonas Iversby Hvideberg ‏ | 81                     |
| 185                    | Erik Resell ‏             | 27                     |
| 186                    | Søren Wærenskjold ‏       | 58                     |
| 187                    | Rasmus Bøgh Wallin ‏      | 40                     |

| سبورت فلاندرين بالويس ‏ TFB | سبورت فلاندرين بالويس ‏ TFB | سبورت فلاندرين بالويس ‏ TFB |
| -------------------------- | -------------------------- | -------------------------- |
| م                          | عداء                       | مرتبة                      |
| 191                        | Tom Crabbe ‏                | 56                         |
| 192                        | Lindsay De Vylder ‏         | لم يكمل السباق             |
| 193                        | Victor Vercouillie ‏        | 100                        |
| 194                        | Tuur Dens ‏                 | 124                        |
| 195                        | Vince Gerits ‏              | 55                         |
| 196                        | Jules Hesters ‏             | 129                        |
| 197                        | Noah Vandenbranden ‏        | لم يكمل السباق             |

| Team TotalEnergies TEN | Team TotalEnergies TEN | Team TotalEnergies TEN |
| ---------------------- | ---------------------- | ---------------------- |
| م                      | عداء                   | مرتبة                  |
| 201                    | Lucas Boniface ‏        | 87                     |
| 202                    | Rayan Boulahoite ‏      | 88                     |
| 203                    | Florian Dauphin ‏       | 35                     |
| 204                    | Emilien Jeannière ‏     | 22                     |
| 205                    | لورينزو مانزين         | 24                     |
| 206                    | Nicola Marcerou ‏       | 86                     |
| 207                    | Geoffrey Soupe ‏        | 76                     |

| بنجوال باوليز ساوكس دبليو بي ‏ WB2 | بنجوال باوليز ساوكس دبليو بي ‏ WB2 | بنجوال باوليز ساوكس دبليو بي ‏ WB2 |
| --------------------------------- | --------------------------------- | --------------------------------- |
| م                                 | عداء                              | مرتبة                             |
| 211                               | بيير باربييه                      | 136                               |
| 212                               | Cériel Desal ‏                     | 49                                |
| 213                               | BEL                               | 60                                |
| 214                               | Henri-François Haquin ‏            | 43                                |
| 215                               | Jens Reynders ‏                    | 44                                |
| 216                               | Kenneth Van Rooy ‏                 | 148                               |
| 217                               | ساشا ويميس                        | 144                               |

| سويس ريسينغ أكادمي ‏ TUD | سويس ريسينغ أكادمي ‏ TUD   | سويس ريسينغ أكادمي ‏ TUD |
| ----------------------- | ------------------------- | ----------------------- |
| م                       | عداء                      | مرتبة                   |
| 221                     | Alberto Dainese ‏          | 134                     |
| 222                     | Robin Froidevaux ‏         | 139                     |
| 223                     | Miká Heming ‏              | 95                      |
| 224                     | Arthur Kluckers ‏          | 98                      |
| 225                     | Sebastian Kolze Changizi ‏ | 138                     |
| 226                     | Aivaras Mikutis ‏          | 93                      |
| 227                     | Maikel Zijlaard ‏          | 152                     |

| Unibet Tietema Rockets ‏ RKT | Unibet Tietema Rockets ‏ RKT | Unibet Tietema Rockets ‏ RKT |
| --------------------------- | --------------------------- | --------------------------- |
| م                           | عداء                        | مرتبة                       |
| 231                         | Joren Bloem ‏                | 103                         |
| 232                         | Davide Bomboi ‏              | 13                          |
| 233                         | Jelle Johannink ‏            | 69                          |
| 234                         | Hartthijs de Vries ‏         | 70                          |
| 235                         | Tomáš Kopecký (cyclist) ‏    | 115                         |
| 236                         | Lukáš Kubiš ‏ (طريق)         | 109                         |
| 237                         | Abram Stockman ‏             | 104                         |

## التصنيف العام النهائي
| التصنيف العام         | التصنيف العام        | التصنيف العام                         | التصنيف العام | التصنيف العام |
| العداء                | العداء               | الفريق                                | الوقت         |               |
| --------------------- | -------------------- | ------------------------------------- | ------------- | ------------- |
| 1                     | خوان سباستيان مولانو | فريق الإمارات                         | 4 س 07 د 23 ث |               |
| 2                     | جوناثان ميلان        | تريك سيغافريدو                        | + 0 ث         |               |
| 3                     | ماديس ميكلس          | إي أف إديوكيشن نيبو                   | + 0 ث         |               |
| 4                     | فل بوهوس             | فريق البحرين ميريدا للدراجات الهوائية | + 0 ث         |               |
| 5                     | Erlend Blikra ‏       | أونو-إكس موبيليتي ‏                    | + 0 ث         |               |
| 6                     | ماكس كانتر           | فريق آستانا                           | + 0 ث         |               |
| 7                     | Alexis Renard ‏       | كوفيديس                               | + 0 ث         |               |
| 8                     | Laurenz Rex ‏         | انترمارشي وانتي جوبيرت ماتيرو         | + 0 ث         |               |
| 9                     | ديلان جروينويغن      | فريق جايكو-العلا                      | + 0 ث         |               |
| 10                    | سام ويلسفورد         | بورا–هانسغروه                         | + 0 ث         |               |
|                       |                      |                                       |               |               |
| مصدر: ProCyclingStats |                      |                                       |               |               |

## وصلات خارجية
- لمحة عن سباق ثلاثة أيام من دي بان 2025 على موقع  ProCyclingStats   (برو  سايكلنج  ستاتس) - إحصاءات  محترفي  الدراجات.
- ثلاثة أيام من دي بان 2025 على موقع إحصائيات الدراجات الإحترافية (الإنجليزية)